# César (Automarke)
César war eine französische Automarke.

## Unternehmensgeschichte
Das Unternehmen David, Boudène et Compagnie aus Paris entwickelte und vertrieb 1906 Automobile, die als César vermarktet wurden. Die Produktion fand bei Doriot-Flandrin statt.

## Fahrzeuge
Im Angebot standen zwei Modelle. Das schwächere verfügte über einen Einzylindermotor mit 7 PS Leistung. Im stärkeren Modell sorgte ein Vierzylindermotor mit 12 PS Leistung für den Antrieb.